# Laxå (đô thị)
Đô thị Laxå (Laxå kommun) là một đô thị trong hạt Örebro ở miền trung Thụy Điển. Thủ phủ nằm ở thị trấn Laxå.
Năm 1967 thị xã (köping) Laxå (lập năm 1946) được sáp nhập với hai khu tự quản nông thôn liền kề. Một trong số đó đã được chuyển giao từ đô thị cũ của hạt Skaraborg, đặt đô thị hiện nay tại hai tỉnh lịch sử, Närke và Västergötland.
Lịch sử của nó trải dài từ thế kỷ thứ 12, khi tu viện Ramundeboda được thành lập khoảng 4 km về phía Tây thị trấn.
Vườn quốc gia Tiveden có một phần nằm trong đô thị này.

## Địa phương
- Finnerödja
- Laxå (thủ phủ)
- Röfors